# Chrysotoxum zibaiensis
Chrysotoxum zibaiensis är en tvåvingeart som beskrevs av Hou 2006. Chrysotoxum zibaiensis ingår i släktet getingblomflugor, och familjen blomflugor. Inga underarter finns listade i Catalogue of Life.